# Садковиці (Лодзинське воєводство)
Садковиці (пол. Sadkowice) — село в Польщі, у гміні Садковиці Равського повіту Лодзинського воєводства.
Населення — 529 осіб (2011).

## Демографія
Демографічна структура станом на 31 березня 2011 року:
|          | Загалом | Допрацездатний вік | Працездатний вік | Постпрацездатний вік |
| -------- | ------- | ------------------ | ---------------- | -------------------- |
| Чоловіки | 265     | 52                 | 175              | 38                   |
| Жінки    | 264     | 50                 | 150              | 64                   |
| Разом    | 529     | 102                | 325              | 102                  |